# Moestafa El Kabir
Moestafa El Kabir (ur. 5 października 1988 w Targuist) – marokański piłkarz występujący na pozycji napastnika.

## Kariera piłkarska
Od 2008 roku występował w NEC Nijmegen, Mjällby, Cagliari Calcio, Häcken, Al-Ahli Dżudda, Gençlerbirliği, Sagan Tosu i Antalyaspor.